# Said Aztout
Said Aztout (født 20. september 1984) er en dansk fodboldspiller, hvor hans primære position på banen er i angrebet. Hans nuværende klub er 1. divisionsklubben Boldklubben Fremad Amager, hvor han har amatørstatus. Han debuterede for klubbens førstehold den 10. juni 2007 på hjemmebane mod Aarhus Fremad efter hidtil kun at have opnået flere kampe på klubbens B-trup og trænet sammen med førsteholdet.

## Spillerkarriere
- 2004-2005: Boldklubben Fremad Amager (2. holdet), Københavnsserien
- 2005-200?: Tårnby Boldklub, Københavnsserien
- 200?-2006: Amager United, Danmarksserien
- 2007-: Boldklubben Fremad Amager, 2 kampe og 0 mål, 1. division